# Gajates
Gajates è un comune spagnolo di 213 abitanti situato nella comunità autonoma di Castiglia e León.